# Чемпионат России по ралли 2015
Сезон 2015 года чемпионата России по ралли — 23-й сезон чемпионата России. Календарь сезона состоял из семи этапов и стартовал 16 января в Лахденпохье.

### Календарь сезона
| № | Дата             | Официальное название    | Штаб ралли   | Покрытие  | Кофф. | Победитель  | Автомобиль               |
| - | ---------------- | ----------------------- | ------------ | --------- | ----- | ----------- | ------------------------ |
| 1 | 16 — 17 января   | Ралли Карелия           | Лахденпохья  | Снег, лед | 1     | Вадим Лелюх | Mitsubishi Lancer Evo IX |
| 2 | 14 — 15 февраля  | Ралли Пено              | Пено         | Снег, лед | 1     |             |                          |
| 3 | 14 — 15 марта    | Ралли Горный лен        | Екатеринбург | Снег, лед | 1     |             |                          |
| 4 | 28 — 31 мая      | Ралли Тамань            | Тамань       | Гравий    | 1     |             |                          |
| 5 | 26 −27 июня      | Ралли Белые ночи        | Сортавала    | Гравий    | 1     |             |                          |
| 6 | 21 −23 августа   | Ралли Гуково            | Гуково       | Гравий    | 1     |             |                          |
| 7 | 26 — 27 сентября | Ралли Предгорья Кавказа | Геленджик    | Гравий    | 1.5   |             |                          |

### Участники
| Производитель | Автомобиль               | № | Пилот               | Штурман          | Этапы |
| ------------- | ------------------------ | - | ------------------- | ---------------- | ----- |
| Mitsubishi    | Mitsubishi Lancer Evo IX | 3 | Олег Топоров        | Евгений Калачев  | 1     |
| Mitsubishi    | Mitsubishi Lancer Evo IX | 5 | Станислав Травников | Алексей Башмаков | 1     |
| Mitsubishi    | Mitsubishi Lancer Evo IX | 7 | Юрий Аршанский      | Михаил Соскин    | 1     |
| Subaru        | Subaru Impreza           | 2 | Григорий Трегубов   | Матвей Безруков  | 1     |
| Subaru        | Subaru Impreza           | 6 | Сергей Геращенко    | Алексей Курносов | 1     |

### Чемпионат пилотов
| Место | 1  | 2  | 3  | 4  | 5  | 6  | 7  | 8  | 9  | 10 | 11 | 12 | 13 | 14 | 15 | 16 | 17 | 18 | 19 | 20 | 21 | 22 | 23 | 24 | 25 |
| Очки  | 60 | 48 | 40 | 34 | 30 | 27 | 24 | 21 | 19 | 17 | 15 | 14 | 13 | 12 | 11 | 10 | 9  | 8  | 7  | 6  | 5  | 4  | 3  | 2  | 1  |

В зачет чемпионата идут 4 лучших результата.
| Место | Пилот               | Кар | Пен | ГоЛ | Там | БеН | Гук | ПрК | Очки |
| ----- | ------------------- | --- | --- | --- | --- | --- | --- | --- | ---- |
| 1     | Вадим Лелюх         | 1   |     |     |     |     |     |     | 60   |
| 2     | Олег Топоров        | 3   |     |     |     |     |     |     | 48   |
| 3     | Дмитрий Мячин       | 4   |     |     |     |     |     |     | 40   |
| 4     | Иван Миронов        | 5   |     |     |     |     |     |     | 34   |
| 5     | Денис Коваленко     | 6   |     |     |     |     |     |     | 30   |
| 6     | Петр Туркин         | 7   |     |     |     |     |     |     | 27   |
| 7     | Сергей Тамбовцев    | 10  |     |     |     |     |     |     | 24   |
| 8     | Андрей Головкин     | 12  |     |     |     |     |     |     | 21   |
| 9     | Тимур Линицкий      | 16  |     |     |     |     |     |     | 19   |
| 10    | Григорий Бурлуцкий  | 19  |     |     |     |     |     |     | 17   |
| 11    | Алексей Шлямин      | 22  |     |     |     |     |     |     | 15   |
| 12    | Станислав Травников | 23  |     |     |     |     |     |     | 14   |
| Место | Пилот               | Кар | Пен | ГоЛ | Там | БеН | Гук | ПрК | Очки |

| Легенда к таблице |                                                                    |
| --- | ------------------------------------------------------------------ |
| В таблице перечислены результаты всех ралли сезона. Строками таблицы являются гонщики или конструкторы, упорядоченные по их положению в чемпионате мира, столбцами — этапы чемпионата мира. В каждой клетке указан результат, дополнительно обозначенный цветом. При помощи верхнего индекса указано место на последнем этапе (Power stage), за которое с 2011 года начисляются дополнительные очки (3 — за 1-е место, 2 — за 2-е, 1 — за 3-е). Расшифровка обозначений и цветов представлена в нижеследующей таблице. |                                                                    |
| \| Пример \| Описание \| \| ------------ \| ------------------------------------------------------------------ \| \| 1 \| Победитель \| \| 2 \| Второе место \| \| 3 \| Третье место \| \| 5 \| Финишировал, заработав очки \| \| Сход \| Не финишировал, но при этом заработал очки \| \| 12 \| Финишировал, не получив очков \| \| НКЛ \| Финишировал, но не попал в финальную классификацию \| \| 15 \| Участвовал вне зачёта, либо по отдельной классификации \| \| 18 \| Не финишировал, но попал в финальную классификацию \| \| Сход \| Не финишировал \| \| НКВ \| Не прошёл квалификацию \| \| НПКВ \| Не прошёл предквалификацию \| \| ДСК \| Дисквалифицирован \| \| ИСК \| Исключён из протокола соревнований \| \| ТТ \| Заявлен для участия только в тренировках \| \| НС \| Участвовал в квалификации, но не стартовал в гонке \| \| Т \| Травмирован или болен \| \| ОТК \| Отказ от участия \| \| НТР \| Прибыл на соревнования, но на трассу не выезжал \| \| НПР \| Был заявлен в числе участников, но не прибыл к началу соревнований \| \| О \| Соревнования отменены \| \| \| Не участвовал \| \| Поул-позиция \| \| \| Быстрый круг \| \| |                                                                    |
| Пример | Описание                                                           |
| 1 | Победитель                                                         |
| 2 | Второе место                                                       |
| 3 | Третье место                                                       |
| 5 | Финишировал, заработав очки                                        |
| Сход | Не финишировал, но при этом заработал очки                         |
| 12 | Финишировал, не получив очков                                      |
| НКЛ | Финишировал, но не попал в финальную классификацию                 |
| 15 | Участвовал вне зачёта, либо по отдельной классификации             |
| 18 | Не финишировал, но попал в финальную классификацию                 |
| Сход | Не финишировал                                                     |
| НКВ | Не прошёл квалификацию                                             |
| НПКВ | Не прошёл предквалификацию                                         |
| ДСК | Дисквалифицирован                                                  |
| ИСК | Исключён из протокола соревнований                                 |
| ТТ | Заявлен для участия только в тренировках                           |
| НС | Участвовал в квалификации, но не стартовал в гонке                 |
| Т | Травмирован или болен                                              |
| ОТК | Отказ от участия                                                   |
| НТР | Прибыл на соревнования, но на трассу не выезжал                    |
| НПР | Был заявлен в числе участников, но не прибыл к началу соревнований |
| О | Соревнования отменены                                              |
| | Не участвовал                                                      |
| Поул-позиция |                                                                    |
| Быстрый круг |                                                                    |

| Пример       | Описание                                                           |
| ------------ | ------------------------------------------------------------------ |
| 1            | Победитель                                                         |
| 2            | Второе место                                                       |
| 3            | Третье место                                                       |
| 5            | Финишировал, заработав очки                                        |
| Сход         | Не финишировал, но при этом заработал очки                         |
| 12           | Финишировал, не получив очков                                      |
| НКЛ          | Финишировал, но не попал в финальную классификацию                 |
| 15           | Участвовал вне зачёта, либо по отдельной классификации             |
| 18           | Не финишировал, но попал в финальную классификацию                 |
| Сход         | Не финишировал                                                     |
| НКВ          | Не прошёл квалификацию                                             |
| НПКВ         | Не прошёл предквалификацию                                         |
| ДСК          | Дисквалифицирован                                                  |
| ИСК          | Исключён из протокола соревнований                                 |
| ТТ           | Заявлен для участия только в тренировках                           |
| НС           | Участвовал в квалификации, но не стартовал в гонке                 |
| Т            | Травмирован или болен                                              |
| ОТК          | Отказ от участия                                                   |
| НТР          | Прибыл на соревнования, но на трассу не выезжал                    |
| НПР          | Был заявлен в числе участников, но не прибыл к началу соревнований |
| О            | Соревнования отменены                                              |
|              | Не участвовал                                                      |
| Поул-позиция |                                                                    |
| Быстрый круг |                                                                    |

### Чемпионат команд
| \| Место \| Команда \| Кар \| Пен \| ГоЛ \| Там \| БеН \| Гук \| ПрК \| Очки \| \| ----- \| --------------- \| --- \| --- \| --- \| --- \| --- \| --- \| --- \| ---- \| \| 1 \| G-Rally \| 4 \| \| \| \| \| \| \| 146 \| \| 1 \| G-Rally \| 10 \| \| \| \| \| \| \| 146 \| \| 2 \| ASRT RALLY TEAM \| 7 \| \| \| \| \| \| \| 67 \| \| Место \| Команда \| Кар \| Пен \| ГоЛ \| Там \| БеН \| Гук \| ПрК \| Очки \| |                 |     |     |     |     |     |     |     |      |
| Место | Команда         | Кар | Пен | ГоЛ | Там | БеН | Гук | ПрК | Очки |
| 1 | G-Rally         | 4   |     |     |     |     |     |     | 146  |
| 1 | G-Rally         | 10  |     |     |     |     |     |     | 146  |
| 2 | ASRT RALLY TEAM | 7   |     |     |     |     |     |     | 67   |
| Место | Команда         | Кар | Пен | ГоЛ | Там | БеН | Гук | ПрК | Очки |